# 1974 en Suisse
Chronologie de la Suisse
- 1970
- 1971
- 1972
- 1973
- 1974
- 1975
- 1976
- 1977
- 1978

Chronologie de la Suisse
1973 en Suisse - 1974 en Suisse - 1975 en Suisse

## Gouvernement au1erjanvier 1974
- Conseil fédéral[1]:
  - Ernst Brugger PRD, président de la Confédération
  - Pierre Graber PSS, vice-président de la Confédération
  - Hans Hürlimann PDC
  - Georges-André Chevallaz PRD
  - Rudolf Gnägi UDC
  - Willi Ritschard PSS
  - Kurt Furgler PDC

## Évènements

### Janvier
Vendredi 4 janvier 
- La Télévision alémanique diffuse la première de Kassensturz, une émission pour les consommateurs.

 Samedi 5 janvier 
- Deux bandits ouvrent le feu sur deux douaniers et un frontalier à la douane d’Oberriet (SG). Tous trois sont morts.

### Février
Dimanche 3 février 
- Début des Championnats du monde de ski alpin à Saint-Moritz (GR).

 Jeudi 7 février 
- Décès à Prilly (VD), à l’âge de 72 ans, du caricaturiste Géa Augsbourg.

 Vendredi 8 février 
- Décès à Pasadena (États-Unis), à l’âge de 76 ans, de l’astrophysicien Fritz Zwicky.

 Mercredi 13 février 
- Alexandre Soljenitsyne arrive en Suisse pour s’y installer provisoirement.

 Dimanche 17 février 
- Pour la troisième fois de son histoire, le CP Berne devient champion de Suisse de hockey-sur-glace.

### Mars
Dimanche 3 mars 
- Élections cantonales dans le Canton de Vaud. Raymond Junod (PRD), Claude Perey (PRD), Édouard Debétaz (PRD), Claude Bonnard (PLS) et Marc-Henri Ravussin (UDC) sont élus au Conseil d’État lors du 1er tour de scrutin.

 Dimanche 3 mars 
- Décès à Vinzel (VD), à l’âge de 62 ans, de Carl Jacob Burckhardt, historien, diplomate et écrivain.

 Mardi 5 mars 
- Élections cantonales dans le Canton de Vaud. Pierre Aubert (PSS) et André Gavillet (PSS) sont élus tacitement au Conseil d’État.

 Vendredi 15 mars 
- Introduction, à titre provisoire, de la vitesse limitée à 130 km/h sur les autoroutes

 Dimanche 17 mars 
- Votation cantonale. Le peuple valaisan approuve la séparation de l'Église et de l'État et la reconnaissance officielle de l'Église réformée.

 Mardi 26 mars 
- Le déraillement d'une voiture-restaurant d’un train international à Choindez (JU), entre Moutier (BE) et Delémont (JU), cause la mort de trois personnes.

### Avril
Samedi 6 avril 
- Inauguration des grottes de l’Orbe à Vallorbe (VD).

 Mercredi 10 avril 
- Décès à Zurich, à l’âge de 70 ans, de l'historien de l'art et philosophe Konrad Farner.

### Mai
Dimanche 5 mai 
- Élections cantonales à Berne. Robert Bauder (PRD), Henri Huber (PSS), Erwin Schneider (PSS), Adolf Blaser (PSS), Ernst Jaberg (UDC), Simon Kohler (PRD), Ernst Blaser (UDC), Werner Martignoni (UDC) et Bernhard Müller (UDC) sont élus au Conseil d’État lors du 1er tour de scrutin.

 Dimanche 12 mai 
- Le FC Zurich s’adjuge, pour la sixième fois de son histoire, le titre de champion de Suisse de football.

 Dimanche 19 mai 
- Les citoyennes et citoyens du canton de Genève décident l’interdiction de la chasse sur tout le territoire cantonal.

### Juin
Vendredi 21 juin 
- Johnny Hallyday se produit au pénitencier de Bochuz (VD).
- Le Belge Eddy Merckx remporte le Tour de Suisse cycliste

 Samedi 22 juin 
- Inauguration du Musée suisse de l'agriculture, au domaine de Burgrain, dans la commune d’Alberswil (LU).
- Décès à Genève, à l’âge de 82 ans, du compositeur français Darius Milhaud.

 Dimanche 23 juin 
- Plébiscite dans les sept districts formant le Jura bernois. Par 36 802 oui contre 34 057 non, le corps électoral accepte la création du canton du Jura.
- 20 000 personnes manifestent à Genève contre la dictature franquiste.

### Juillet
Lundi 1er juillet 
- Disparition du pourboire dans les cafés et restaurants où le service est désormais compris dans le prix payé par le client.

### Août
Dimanche 4 août 
- Décès à Bassersdorf (ZH), à l’âge de 67 ans, du philologue alémanique Karl Schmid.

 Mercredi 21 août 
- Décès à Bâle, à l’âge de 89 ans, du théologien Edouard Thurneysen.

### Septembre
Vendredi 13 septembre 
- Décès, à Boudevilliers (NE), à l’âge de 76 ans, du professeur et historien de la littérature Charly Guyot.

 Samedi 28 septembre 
- 30 000 personnes manifestent sur le site de la centrale nucléaire projeté à Kaiseraugst (AG).

### Octobre
Mercredi 9 octobre 
- Surprises par le froid, les hirondelles rencontrent des difficultés pour franchir les Alpes. Un transport aérien est mis sur pied, auquel Swissair participe, allant jusqu’à acheminer vers le sud jusqu’à 200 000 hirondelles par jour.

 Dimanche 13 octobre 
- Décès à Genève, du chef d’orchestre Josef Krips.

 Dimanche 20 octobre 
- Votations fédérales. Le peuple rejette, par 1 691 632 non (65,8 %) contre 878 891 oui (34,2 %), l'Initiative populaire « contre l'emprise étrangère et le surpeuplement de la Suisse ».
- Inauguration du Musée international de l’horlogerie à La Chaux-de-Fonds (NE).

 Mercredi 30 octobre 
- Inauguration d’un tronçon de 20 km de l’autoroute A9 entre Lausanne et Chexbres (VD).
- Le Conseil fédéral reconnaît l’indépendance du Mozambique.

### Novembre
Mercredi 6 novembre 
- Le Conseil fédéral décide d’adhérer à l’Agence internationale de l'énergie.

 Dimanche 17 novembre 
- Décès à Viège (VS), à l’âge de 73 ans, de l’écrivain Adolf Fux.

 Jeudi 21 novembre 
- Décès à Naarden, aux Pays-Bas, à l’âge de 84 ans, du compositeur Frank Martin.

 Jeudi 28 novembre 
- La Suisse adhère à la Convention européenne des droits de l'homme.

### Décembre
Lundi 2 décembre 
- Décès de l’ancien conseiller fédéral Max Weber.

 Vendredi 6 décembre 
- Décès à Vevey (VD), à l’âge de 78 ans, de l’actrice d’origine russe Olga Baclanova.

 Dimanche 8 décembre 
- Votations fédérales. Le peuple rejette, par 783 894 non (55,6 %) contre 625 780 oui (44,4 %), l’arrêté fédéral instituant des mesures propres à améliorer les finances fédérales.
- Votations fédérales. Le peuple approuve, par 934 633 oui (67,0 %) contre 460 236 non (33,0 %), l’arrêté fédéral freinant les décisions en matière de dépenses.
- Votations fédérales. Le peuple rejette, par 1 010 103 non (70,2 %) contre 384 155 oui (26,7 %), l'Initiative populaire « pour une meilleure assurance-maladie », ainsi que le contre-projet par 883 179 non (61,4 %) contre 457 923 oui (31,8 %).

 Mardi 17 décembre 
- Attentat contre la sous-station électrique de la Renfile à Vernier (GE). Deux grenades font sauter deux transformateurs. Le canton de Genève est privé de 20 % de sa puissance électrique.